# Kościół św. Barbary w Radawnicy
Kościół świętej Barbary w Radawnicy – rzymskokatolicki kościół parafialny należący do parafii pod tym samym wezwaniem (dekanat Złotów I diecezji bydgoskiej).
Jest to świątynia wzniesiona w latach 1887–1888, kamień węgielny został położony w dniu 3 maja 1887 roku. Kościół, który zachował się w niemalże w niezmienionym kształcie do czasów współczesnych, został zbudowany księdza Franciszka Dekowskiego, proboszcza w Radawnicy od 1872 roku.
Budowla reprezentuje styl neogotycki. Z dawnego wyposażenia zachował się tylko krucyfiks w stylu barokowo-ludowym z XVIII wieku.